# Araneus fronki
Araneus fronki (Levi, 1991) è un ragno appartenente alla famiglia Araneidae.

## Distribuzione
L'olotipo maschile è stato rinvenuto in una località del Brasile meridionale: nei pressi di Lavras, nello stato di Minas Gerais.

## Tassonomia
Non sono stati esaminati esemplari di questa specie dal 1991
Attualmente, a dicembre 2013, non sono note sottospecie